# Mylomys rex
Mylomys rex és una espècie de mamífer rosegador de la família dels múrids. És endèmic de Kaffa (centre d'Etiòpia). Tan sols se n'ha trobat una pell. No se sap gaire cosa sobre el seu hàbitat i la seva ecologia. Es desconeix si hi ha cap amenaça significativa per a la supervivència d'aquesta espècie. El seu nom específic, rex, significa ‘rei’ en llatí.